# يوهانس مولر أرغوفيانس
يوهانس مولر أرغوفيانس (1828-1896) (بالإنجليزية: Johannes Müller Argoviensis)‏ هو عالم نبات سويسري.